# Бабакс гірський
Ба́бакс гірський (Pterorhinus woodi) — вид горобцеподібних птахів родини Leiothrichidae. Мешкає в Індії і М'янмі. До 2005 року вважався підвидом китайського бабакса. Результати молекулярно-філогенетичного дослідження, опублікованого в 2018 році, показали, що ці два види розділилися близько 1,8 млн років тому.

## Поширення і екологія
Гірські бабакси мешкають в горах Лушай в індійському штаті Мізорам і в горах Чин на заході М'янми. Вони живуть в тропічних лісах, у високогірних чагарникових заростях та на гірських луках. Зустрічаються на висоті від 1200 до 2800 м над рівнем моря.